# 关大眠
关大眠（英語：Damien Keown，1951年—），英国生物伦理学家、佛教生物伦理学权威，现任教于伦敦大学历史学系。

## 生平
关大眠于1977年毕业于兰卡斯特大学，获宗教研究学士学位。后于1986年获牛津大学东方学系博士学位。

## 著作
其著作包括《佛教伦理之本质》（The Nature of Buddhist Ethics）、《佛教与生物伦理学》（Buddhism & Bioethics）、《佛教概论》（Buddhism, A Very Short Introduction）等。